# Juan de la Cruz Kairuz
Juan de la Cruz Kairuz (San Miguel de Tucumán, 15 de marzo de 1945) es un exfutbolista y expolicía argentino, cuya posición era de defensa. Su último club fue Gimnasia y Esgrima de Jujuy en 1973. Posteriormente, se desempeñó como entrenador, aunque su carrera se vio interrumpida por acusaciones por crímenes de lesa humanidad, siendo condenado por tales en 2022.

## Primeros años
Empezó a jugar al fútbol a los doce años en el club Tucumán Central.

## Carrera profesional
Comenzó su carrera profesional en el club Atlanta del barrio de Villa Crespo en la década de 1960. En 1968 fichó para el club rosarino Newell's. Se retiró del fútbol profesional tras sufrir una lesión. En total, disputó 154 partidos en la Primera División argentina. Jugaba principalmente como lateral izquierdo.

## Carrera posterior
Tras retirarse del fútbol profesional, trabajó como entrenador, primeramente en el club Club Atlético Ledesma en 1977. El mismo Carlos Pedro Blaquier, propietario del club y del Ingenio Ledesma, decidió contratarlo como entrenador de su equipo al verlo jugar un partido amistoso entre un combinado de jugadores tucumanos y el club brasileño Santos, que entre su escuadra tenía, en ese entonces, a Pelé. Entre los clubes que entrenó, se encontraba el club salteño Juventud Antoniana de Salta, entre otros. En el club salteño se convirtió en una de sus principales figuras, siendo distinguido como personalidad destacada por el Concejo Deliberante de la ciudad. Sin embargo, su carrera como entrenador se vio interrumpida por acusaciones de crímenes de lesa humanidad durante el autodenominado Proceso de Reorganización Nacional.
Según el mismo Kairuz, poco antes de finalizar su carrera como futbolista, recibió la oferta de incorporarse como oficial de la Policía de la Provincia de Jujuy, la cual aceptó ya que no tenía ingresos suficientes. Sus funciones en aquellos años fueron la de jefe de seguridad del Grupo Ledesma, siendo señalado como uno de los responsables de las desapariciones de obreros en aquella empresa. Fue condenado, junto con otros miembros de la policía provincial y militares, a 5 años de prisión por tales crímenes en noviembre de 2022.